# جورج فرنك
جورج فرنك (بالإنجليزية: George Franck)‏ هو ضابط أمريكي، ولد في 23 سبتمبر 1918 في دافنبورت في الولايات المتحدة، وتوفي في 19 يناير 2011 في روك أيلاند في الولايات المتحدة.